# 麥氏細銀漢魚
麥氏細銀漢魚（学名：Atherion maccullochi）為輻鰭魚綱銀漢魚目精器魚科的其中一種，分布於西南太平洋澳洲海域，體長可達5.5公分，為亞熱帶海水魚，棲息在沿岸珊瑚礁水域，成群活動，生活習性不明。